# لئون کنگو وا دندو
لئون کنگو وا دندو (انگلیسی: Léon Kengo wa Dondo؛ زادهٔ ۲۲ مهٔ ۱۹۳۵) سیاست‌مدار اهل جمهوری دموکراتیک کنگو است. وی سه دوره در سال‌های ۱۹۸۲–۱۹۸۶، ۱۹۸۸–۱۹۹۰ و از ۱۹۹۴–۱۹۹۷ پست‌ نخست‌وزیری را به عهده داشته‌است.